# Addie McPhail
Addie McPhail (15 de julio de 1905 – 14 de abril de 2003) fue una actriz estadounidense. Apareció en 64 películas entre 1927 y 1941. McPhail fue la tercera esposa de Roscoe "Fatty" Arbuckle. Después de haberse retirado de la industria cinematográfica, McPhail trabajó durante 17 años como enfermera voluntaria en el Motion Picture & Television Country House and Hospital ubicado en Woodland Hills, California.

## Filmografía
- Anybody Here Seen Kelly? (1928) - Mrs. Hickson
- The Three Sisters (1930) - Antonia
- Night Work (1930) - Trixie
- Midnight Daddies (1930) - Trixie - la novia de Charlie
- Won by a Neck (1930)
- Extravagance (1930) - Helen - secretaria de Fred (Sin acreditar)
- Up a Tree (1930) - Addie
- Marriage Rows (1931) - Winnie
- Girls Demand Excitement (1931) - Sue Street (uncredited)
- Ex-Plumber (1931) - Addie - La esposa
- Aloha (1931) - Rosalie
- Beach Pajamas (1931)
- Corsair (1931) - Jean Phillips
- Smart Work (1931) - Billy's Wife
- Keep Laughing (1932)
- Hollywood Luck (1932)
- Merry Wives of Reno (1934) - Mrs. Dillingworth (Sin acreditar)
- By Your Leave (1934) - Gloria Dawn (sin acreditar)
- Bordertown (1935)
- Diamond Jim (1935) - (Sin acreditar)
- It's in the Air (1935) - (Sin acreditar)
- Women of Glamour (1937) - Papel menor (Sin acreditar)
- Northwest Passage (1940) - Jane Browne (Sin acreditar)
- The Cowboy and the Blonde (1941) - Cafe Hostess (Sin acreditar)